# エリジウム
『エリジウム』（Elysium）は、ニール・ブロムカンプ監督・脚本による2013年のアメリカ合衆国のSF映画である。荒廃してしまった地球とエリジウムと呼ばれるスペースコロニーを舞台とする。出演はマット・デイモン、ジョディ・フォスター、シャールト・コプリーほか。製作費1億1500万ドル。
米国ではR指定のレイティングで、2013年8月9日に公開。日本では、刀剣・銃器等による殺傷表現を理由にPG12指定（12歳未満の年少者には保護者の助言・指導が必要）で9月20日に公開された。

## あらすじ
2154年、超富裕層は、大気汚染や人口爆発により生活環境が悪化した地球から離れて、衛星軌道上に建造されたスタンフォード・トーラス型スペースコロニー「エリジウム」(理想郷という意味)で暮らしている。アーマダイン社が設計・施工したエリジウムでは、高度な科学技術によって市民は傷病から解放され、水と緑にあふれた理想郷での暮らしを享受でき、それは地球上で暮らす貧しい人々の憧れとなっていた。
一方、荒廃してスラム化した地上では、人々は過酷な労働とエリジウムより遥かに制約の多い医療やドロイドによる厳しい監視に喘いでいる。市民はエリジウムの生活に憧れ、密航を企てる者もいるが、エリジウムはドロイドや犯罪者崩れの傭兵を配して侵入者の排除に努めている。反移民法を強硬に執行するエリジウムの防衛長官デラコートは、政敵排除のため経営不振のアーマダイン社のCEOカーライルを巻き込んでクーデターを計画している。
そんな中、ロサンゼルスで育ちアーマダイン社のドロイド工場で働くマックス馴染のフレイと偶然再会する。ある日、マックスは工場での作業中の事故により致死量の放射線を浴び、余命5日と診断されて工場を解雇される。マックスはエリジウムの先端医療に希望を求め、闇商人のスパイダーと取り引きし、エリジウムへの片道切符と引き換えに市民を襲い、その富へのアクセス権としての脳内データを奪うことに同意する。弱り切った肉体能力を飛躍的に高めるエクソスケルトン（強化外骨格）を神経系と直結する手術を受けたマックスは、カーライルを標的に選ぶ。NISSAN・R35型GT-Rに乗り込み、仲間と共に目的地に向かう。
データ強奪は成功するが、傭兵クルーガーとの戦闘のなかでカーライルは死ぬ。クーデターに用いるためのエリジウム再起動プログラムを脳内にコピーしたマックスは執拗に狙われる。負傷したマックスに手を差し伸べ看護したフレイには、白血病で余命のない幼い娘マティルダがいる。マティルダから包帯を巻いてもらいながら、マックスはマティルダが語る物語のあらすじを聞く。「小鳥を助けたカバは見返りに何を得たのか」と問うマックスに「友達を得た」のだとマティルダは答える。脳内データを人質代わりに、マックスは傭兵のシャトルをハイジャックし、先にシャトル内に拉致されていたフレイ、マティルダとともにエリジウムに向かう。エリジウムでクルーガーと死闘の後、マックスは自らの死と引き換えに、全地球人口をエリジウム市民に加えて再設定したエリジウムのリブートボタンを押す。

## キャスト
マックス・ダ・コスタ
演 - マット・デイモン、日本語吹替 - 土田大
かつてはエリジウムに憧れる少年時代を送り、青年時代は車泥棒や武装強盗でかなり名を馳せたギャングだったが、刑務所に収容されてからは保護観察処分を受け、アーマダイン社の工員の職を得てしがない人生を送っていた。しかし、ある日、仕事中に些細なトラブルが原因で大量の放射線を浴び、余命5日を宣告され会社から放り出されてしまった。彼の身体はエリジウムにある医療機材でしか治せないほど重症であり、友人のフリオと一緒に過去、因縁のあったスパイダーが率いるエリジウムへの密航組織の元を尋ねる。スパイダーは密航を引き受ける代わりにエリジウム市民を襲撃し、彼らの脳内に保存してある莫大な資産へのパスワードを奪うというリスクの高い仕事をマックスに要求する。結局、少なからず恨みがあったアーマダイン社のCEOをしていたジョン・カーライルを標的に選ぶが、襲撃時にカーライルの脳から「あるプログラム」をダウンロードしたことによって追われる身となる。
被曝によって強力な薬剤を使わなければまともに動けないほど衰弱していたが、驚異的な身体能力を発揮できる第3世代のエクソ・スーツを装着する手術を受けたことにより戦闘用ドロイドにも匹敵する大きな力を得た。カーライル襲撃時にはプログラム起爆可能な炸薬弾を装填したレミントンM870や強力なエアバースト弾を連射するレーザーレンジファインダー付きAK47などで武装し、エリジウム到着後は武器庫から奪った、電熱化学と電磁加速のハイブリッドである“ケムレイル・デュアルステージライナーモーターライフル”も使用する。彼やフリオといったロサンゼルスの住人は英語を母語としつつもスペイン語も使用できる事が劇中の随所で描写されている。
ジェシカ・デラコート
演 - ジョディ・フォスター、日本語吹替 - 戸田恵子
地球とエリジウムを統括するエリジウムの防衛庁長官で地球市民を監視するCCB（民間協力局）の総責任者。地球人を容赦なく殺害するような冷徹な方針から、エリジウム上層部からも強い非難を浴びている。しかし本人はそのような上層部を「弱腰」と断じており、自らがエリジウムを乗っ取るためにジョン・カーライルと共にある計画を実行しようとするも、そのカギを握るプログラムをマックスがコピーしてしまい、彼を確保する任務を傭兵のクルーガーに命じる。フランス語を話せる描写がある。
M・クルーガー
演 - シャールト・コプリー、日本語吹替 - 斎藤志郎
地球に滞在しているCCB（民間協力局）所属の傭兵。エクソ・スーツを着たマックスをスーツ未着用の状態で倒すほど極めて高い戦闘能力持つ。
しかし同時に度を越して残虐な性格であり、レイプや誘拐、拷問など15件の非人道的な行為に及んでいる。その危険性故にCCBから解雇されるが、ジョン・カーライルがデータを奪われたことによりデラコート長官の極秘の仕事を請け負うこととなる。日本刀やナイフなどといった刀剣を主に愛用しているが、超長距離を航行する高性能スタビライザー搭載ミサイルを発射するミサイルランチャーや電磁シールド、爆発式の手裏剣など数々の未来兵器も使う。また物語終盤では最新型のエクソ・スーツを身に付けてマックスと戦う。
スパイダー
演 - ヴァグネル・モーラ、日本語吹替 - 広田みのる
地球の闇商人であり、地球人をエリジウムに密入国させる組織のリーダー。足を怪我しており、杖をついている。マックスにエリジウムに行く条件として、エリジウム市民が脳内に保管している莫大な預金や資産などのパスワードを手に入れるように要求するが、彼が予想外のものを手に入れたことにより今回の事件に巻き込まれる。
本心ではエリジウムと地球の格差に苛立ちを感じており、マックスがジョン・カーライルから奪ったプログラムを利用して自らの理想を叶えようとする。
フレイ
演 - アリシー・ブラガ、日本語吹替 - 宮島依里
マックスの幼馴染の看護士。重病の娘をエリジウムに連れて行く事を望んでいる。
フリオ
演 - ディエゴ・ルナ、日本語吹替 - 星野健一
マックスの友人で元ギャング仲間。スパイダーとも繋がりがある。
マティルダ
演 - エマ・トレンブレイ、日本語吹替 - 佐藤美由希
フレイの娘。末期の白血病に罹っている。
ドレイク
演 - ブランドン・オーエット
クロウ
演 - ジョシュ・ブラッカー
クルーガーの手下となる傭兵二人組。クルーガー同様残虐で無抵抗の人間を撃ち殺すことに微塵の躊躇もない性格。ブラジルのカイザークロウ社製銃器や、南アフリカ国旗が描かれたオリックス R-165 レイヴン・VTOL機を使っている。
ジョン・カーライル
演 - ウィリアム・フィクナー、日本語吹替 - 谷昌樹
エリジウムの住人でアーマダイン社CEO。エリジウムの設計者で、地球そのものやそこに住む地球人達を汚物のように見ている。
ある過程でマックス達に襲撃され殺害されるが、彼の脳内にはデラコート長官が考えた恐ろしい陰謀の鍵が隠されていた。
マニュエル
演 - エイドリアン・ホームズ
スパイダーの仲間の一人。マックスが使う武器の性能を説明していた。自身もカスタムしたFNミニミやベクターR4などで武装することがある。
サンドロ
演 - ホセ・パブロ・カンティーヨ
スパイダーの仲間の一人。カーライル襲撃計画ではクラッキング担当。
CCBエージェント
演 - カーリー・ポープ
CCBエージェント
演 - マイケル・シャンクス
パテル総裁
演 - ファラン・タヒール
夫人
演 - タリサ・ソト
技術者
演 - テリー・チェン
その他、日本語吹替出演者
宮沢きよこ、増井太郎、尾花かんじ、鈴木幸二、松本忍、小柳良寛、福井美樹、御沓優子、荻沢俊彦、野一祐子、日本語版制作スタッフ（演出：清水洋史、翻訳：小寺陽子、制作：株式会社東北新社）

## 製作
アカデミー賞4部門にノミネートされた『第9地区』（2009年）のニール・ブロムカンプが脚本、監督を務めている。前作では出身地の南アフリカ共和国に残る人種差別問題をSFエンターテインメント作品に仕立て上げたが、本作でも現代の格差社会を地上と宇宙、ディストピアとユートピアに二極化した近未来世界に投影している。
2011年1月、インディペンデントスタジオのメディア・ライツ・キャピタルは『エリジウム』を提供してもらうために大手スタジオと会談し、ブロムカンプは美術デザインを見せた。最終的にソニー・ピクチャーズがより良い条件を出したために参加が決まった。
2011年7月よりブリティッシュコロンビア州バンクーバーで撮影が開始された。2012年10月時点では再撮影が進行中であると報じられた。
メインキャストにはマット・デイモン、ジョディ・フォスターというハリウッドスターを起用。『第9地区』の主演シャールト・コプリーが前作から一転して冷酷な悪役を演じた。
ニュージーランドのWETAワークショップが強化外骨格「エクソスーツ」などの小道具を制作。宇宙コロニーのコンセプトデザインには、『ブレードランナー』などの未来的デザインで知られるシド・ミードが協力。他にもヴェルサーチ、ブガッティ、ジョルジオ・アルマーニなどの企業がメカニックやコスチュームのデザインを提供した。

## 公開
ソニー・ピクチャーズによる最初の発表では2012年後半公開の予定であった。その後2013年3月1日に変更されたが、『オズ はじまりの戦い』との競合を避けるために1週間遅れの3月8日に再変更された。2012年10月、ソニーは2013年8月9日に再度変更した。
全米3,284スクリーンで公開され、3,050万ドル（約29億4,200万円/1ドル＝96円換算）の成績を収め、全米ボックスチャートの週末成績1位を獲得。マット・デイモン主演作では「ボーン」シリーズ以来の好スタートとなった。ただし、オープニングの興行収入は前作『第9地区』の約3700万ドルを下回った。

## 評価
2013年9月15日現在、映画レビューサイトRotten Tomatoesには、228件のレビューがあり、批評家支持率は68％となっている。一般観客の支持率は65％である。エリジウムへの評価を総括すると、「『第9地区』という素晴らしいSF映画の後では、『エリジウム』は少し物足りなく感じる。しかし、十分満足できるレベルだ。」となる。。